# Kilmorich Parish Church

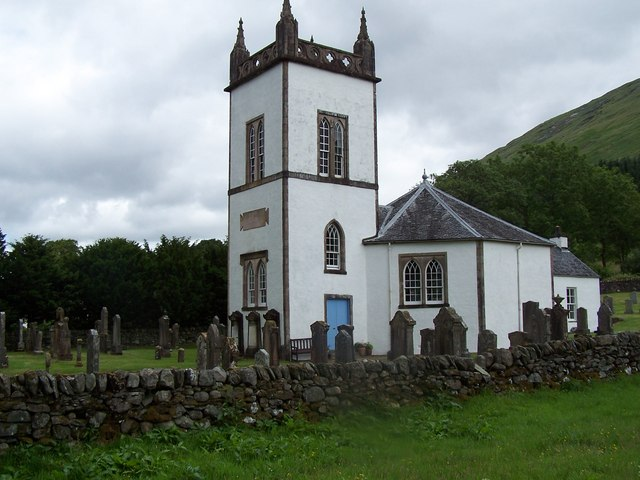
Kilmorich Parish Church

Die Kilmorich Parish Church, auch Cairndow Parish Church, Kilmorich Kirk oder Cairndow Kirk, ist ein Kirchengebäude der presbyterianischen Church of Scotland in der schottischen Ortschaft Cairndow. Es liegt nahe dem Kopf des Meeresarmes Loch Fyne nördlich der Halbinsel Cowal. 1971 wurde die Kilmorich Parish Church in die schottischen Denkmallisten in der höchsten Kategorie A aufgenommen.

## Geschichte
Der Bau einer neuen Hauptkirche im Parish Kilmorich wurde von Alexander Campbell of Ardkinglas, dem alleinigen Heritor des Parish in den 1800er Jahren vorangetrieben. Bis zu seinem Tode im Jahre 1810 wurden ihm zwei Entwürfe vorgelegt, von denen ein Gremium in Dunoon 1811 einen auswählte. Es vergingen jedoch noch einige Jahre, bis die Verhandlungen zur Finanzierung des Gebäudes mit Alexander Campbells Erben George Callender of Craigforth und örtlichen Händlern abgeschlossen waren. Im Januar 1816 wurde schließlich der Bauunternehmer Alexander McKindley aus Colgrain mit dem Bau beauftragt, der noch im selben Jahre abgeschlossen wurde. Ende des 19. Jahrhunderts wurde dem Bauwerk noch ein Andachtsraum hinzugefügt. Zu dieser Zeit wurden auch weitere Umbauten vorgenommen und eine neue Kanzel im Jahre 1902 installiert. Die Kilmorich Parish Church wird bis heute als solche genutzt.

## Beschreibung
Die Kilmorich Parish Church weist Merkmale der neogotischen Architektur auf. Im Westen ist dem Bauwerk ein zweistöckiger Turm mit quadratischer Grundfläche mit einer Seitenlänge von 4,9 m vorgelagert. Die Kanten des in der traditionellen Harling-Technik verputzten und gekalkten Turms sind mit Ecksteinen aus Sandstein verziert, aus welchem auch ein abgesetztes Zierband zwischen den beiden Stockwerken besteht. Der 15,7 m hohe Turm schließt mit einer Plattform mit verzierter Sandsteinbrüstung ab. Oberhalb der Eingangstüren in den Nord- und Südwänden des Turms sind Lanzettfenster und über dem Zierband Zwillings-Lanzettfenster verbaut. Die nach Westen gerichtete Frontseite zeigt hingegen zwei Zwillings-Lanzettfenster. Alle Fenster sind mit Sandsteinfaschen abgesetzt. An der Westseite zwischen den Fenstern ist eine sandsteinerne Platte mit der Inschrift D.P.D.N.J.C für Deo Patri Domini Nostri Jesu Christi und dem Baujahr in die Mauer eingelassen. Jenseits der Eingangstüren öffnet sich ein mit Sandstein ausgekleidetes Vestibül, von dem aus eine Treppe zur Galerie führt. Außerdem führt eine schlichte Holztreppe turmaufwärts zu der einzigen Glocke. Nach Osten öffnet sich ein schlichter Durchgang in den Hauptraum. Dieser weist einen oktogonalen Grundriss mit einem Durchmesser von 9,9 m auf und schließt mit einem schiefergedeckten Pyramidendach ab. Insgesamt sind in den Außenmauern vier Zwillings-Lanzettfenster verbaut. Im Osten schließt sich ein Andachtsraum an.